# Wał-Ruda (gromada)
Wał-Ruda (od 31 XII 1961 Zabawa) – dawna gromada, czyli najmniejsza jednostka podziału terytorialnego Polskiej Rzeczypospolitej Ludowej w latach 1954–1972.
Gromady, z gromadzkimi radami narodowymi (GRN) jako organami władzy najniższego stopnia na wsi, funkcjonowały od reformy reorganizującej administrację wiejską przeprowadzonej jesienią 1954 do momentu ich zniesienia z dniem 1 stycznia 1973, tym samym wypierając organizację gminną w latach 1954–1972.
Gromadę Wał-Ruda z siedzibą GRN w Wał-Rudzie utworzono – jako jedną z 8759 gromad na obszarze Polski – w powiecie brzeskim w woj. krakowskim, na mocy uchwały nr 19/IV/54 WRN w Krakowie z dnia 6 października 1954. W skład jednostki weszły obszary dotychczasowych gromad: Wał-Ruda, Zabawa i Wola Radłowska oraz przysiółek Kępa z dotychczasowej gromady Zdrochec ze zniesionej gminy Radłów w tymże powiecie. Dla gromady ustalono 27 członków gromadzkiej rady narodowej.
1 stycznia 1958 do gromady Wał-Ruda przyłączono przysiółek Ososina ze wsi Pojawie w gromadzie Zaborów w tymże powiecie.
Gromadę Wał-Ruda zniesiono 31 grudnia 1961 w związku z przeniesieniem siedziby GRN z Wał-Rudy do Zabawy i przemianowaniem jednostki na gromada Zabawa.